# Shire of Coorow
Shire of Coorow is een Local Government Area (LGA) in de regio Mid West in West-Australië. Shire of Coorow telde 1.055 inwoners in 2021. De hoofdplaats is Coorow.

## Geschiedenis
Op 24 augustus 1923 werd het 'Carnamah Road District' opgericht. Ten gevolge de 'Local Government Act' van 1960 veranderde het district van naam en werd op 23 juni 1961 de 'Shire of Carnamah'.
Op 14 april 1962 werd de 'Shire of Coorow' van de 'Shire of Carnamah' afgescheiden.
| Jaar | Bevolking |
| ---- | --------- |
| 1966 | 808       |
| 1971 | 912       |
| 1976 | 1.136     |
| 1981 | 1.253     |
| 1986 | 1.393     |
| 1991 | 1.526     |
| 1996 | 1.389     |
| 2001 | 1.342     |
| 2006 | 1.199     |
| 2011 | 1.067     |
| 2016 | 1.036     |
| 2021 | 1055      |

## Beschrijving
'Shire of Coorow' is een landbouwdistrict in de regio Mid West. De hoofdplaats is Coorow. Het district is ongeveer 4.200 km² groot en 290 kilometer ten noorden van de West-Australische hoofdstad Perth gelegen. De belangrijkste economische sectoren zijn de visserij, landbouw en het toerisme.
Het district telde 1.055 inwoners in 2021, tegenover 1.342 in 2001. Minder dan 5 % van de bevolking is van inheemse afkomst.

## Plaatsen, dorpen en lokaliteiten
- Coorow
- Green Head
- Gunyidi
- Leeman
- Marchagee
- Waddy Forest
- Warradarge